# Founingo des Comores
Alectroenas sganzini
Espèce
Statut de conservation UICN

 NT  : Quasi menacé
Le Founingo des Comores (Alectroenas sganzini) est une espèce d'oiseau de la famille des Columbidae.

## Répartition
Cette espèce vit aux Comores, sur Mayotte et aux Seychelles.

## Sous-espèces
D'après Alan P. Peterson, cette espèce est constituée des deux sous-espèces suivantes :
- Alectroenas sganzini minor Berlepsch, 1898, endémique de l'atoll d'Aldabra ;
- Alectroenas sganzini sganzini (Bonaparte, 1854), la sous-espèce type trouvée ailleurs.